# Kampung Tengah (Kuantan Hilir)
Kampung Tengah is een bestuurslaag in het regentschap Kuantan Singingi van de provincie Riau, Indonesië. Kampung Tengah telt 407 inwoners (volkstelling 2010).